# Lange Reihe 71

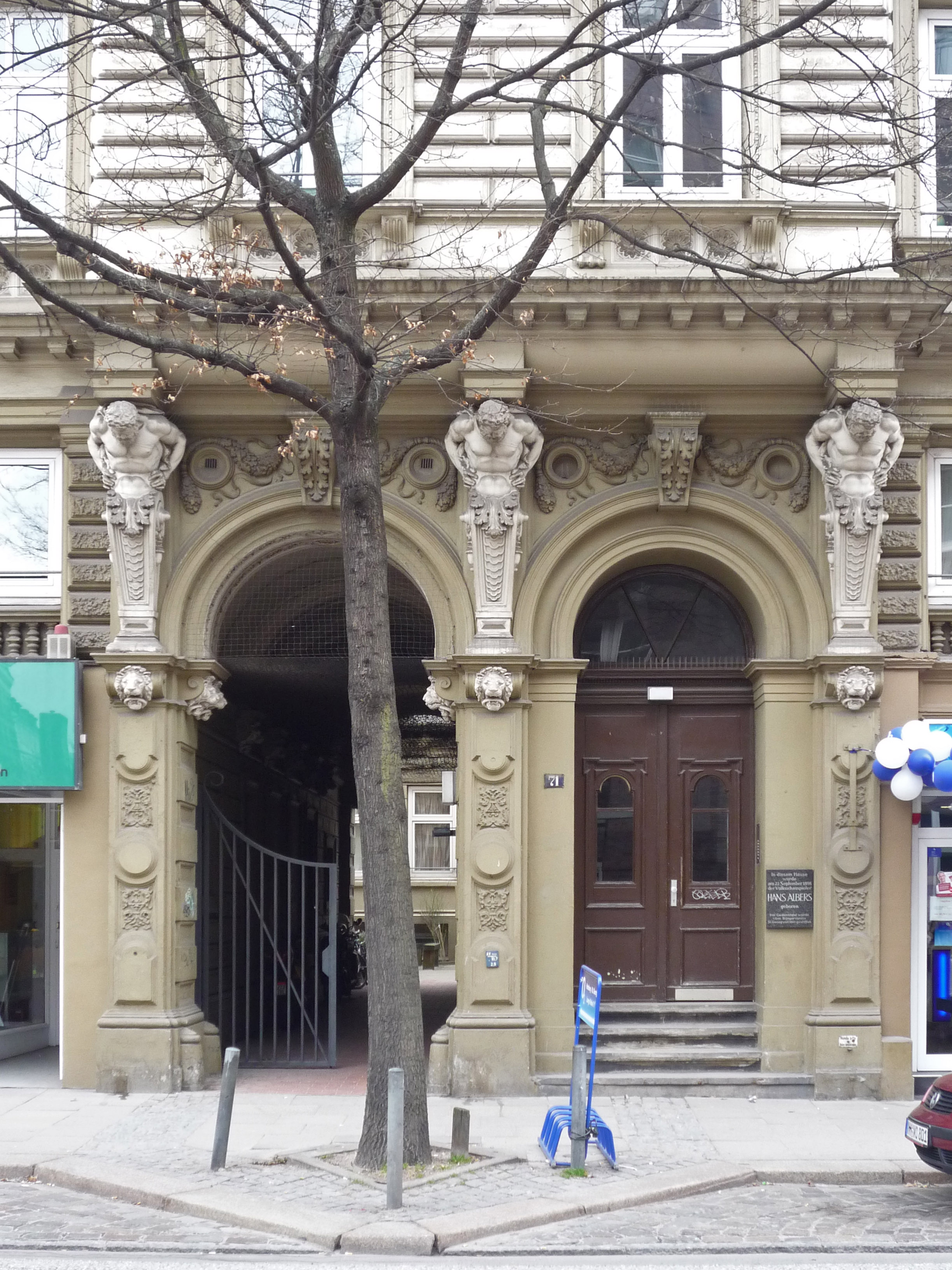
Fassade des Gebäudes

Das Haus Lange Reihe 71 ist ein Wohnhaus im Hamburger Stadtteil St. Georg. Das Gebäude zählt zu den Denkmalen der Hansestadt.
Das Gebäude wurde 1880 nach Plänen des Architekten Friedrich Otto Lindner errichtet. Der Schauspieler Hans Albers wurde am 22. September 1891 in diesem Haus geboren.